# Kalhalli, Jamkhandi
Kalhalli là một làng thuộc tehsil Jamkhandi, huyện Bagalkot, bang Karnataka, Ấn Độ.